# Gideon Eriksson
Gideon Eriksson, född 2 mars 1871 i Stockholm, död 27 januari 1936 i Stockholm, var en svensk sportskytt.
Han blev olympisk bronsmedaljör 1912.